# Aumenau
Aumenau ist ein Ortsteil der Gemeinde Villmar im mittelhessischen Landkreis Limburg-Weilburg.

## Geographische Lage

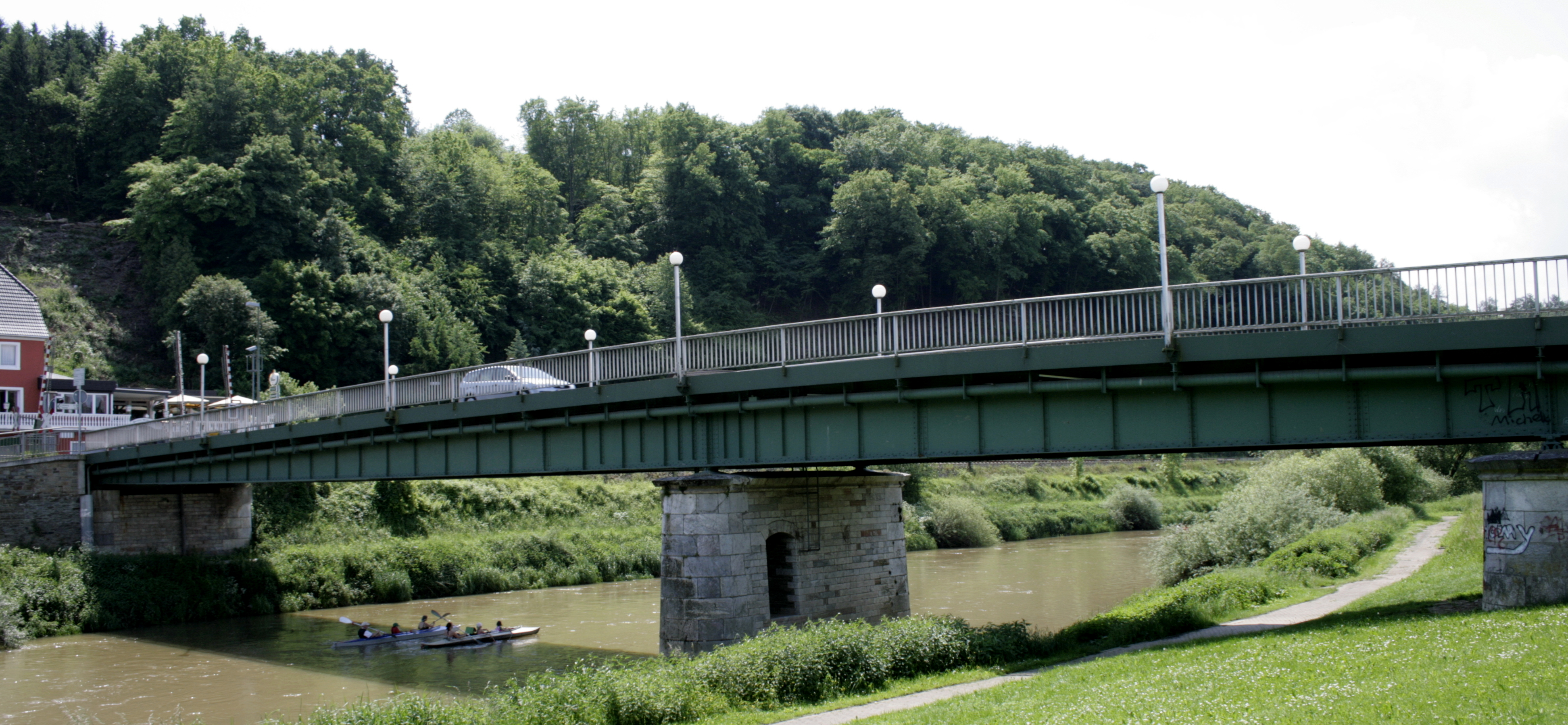
Lahnbrücke

Aumenau liegt am Ostrand des Limburger Beckens, größtenteils am rechten nördlichen Ufer der Lahn, vier Kilometer nordöstlich der Kerngemeinde Villmar und 13 Kilometer östlich der Kreisstadt Limburg an der Lahn.
Die Gemarkung grenzt im Süden an Langhecke, im Südwesten an Villmar, im Nordwesten an Seelbach und im Norden an einem Punkt an Falkenbach (alle Villmarer Ortsteile). Im Nordosten schließt sich Elkerhausen und im Osten Blessenbach an (beides Ortsteile von Weinbach).
Der Ort selbst erstreckt sich über den Hang des Lahntals in einem nach Südosten ausgeformten Knie des Flusses. Bei den nordwestlichen und westlichen Wohngebieten handelt es sich vor allem um Neubaugebiete, die nach dem Zweiten Weltkrieg entstanden sind. Einige wenige Häuser liegen auf dem linken Flussufer. Beide Teile des Ortes sind durch eine Straßenbrücke über die Lahn verbunden. Am Flussufer erreicht das Gelände eine Höhe von rund 122 Metern. An seinem hoch gelegenen Nordwestrand des Orts stehen die letzten Häuser auf rund 160 Metern Höhe. Rund um das Tal der Lahn und dem bei Aumenau mündenden Rißbach steigt das Gelände deutlich an, wobei insbesondere westlich des Orts eine Hochebene ausgeformt wird. Die höchste Höhe erreicht der Untergrund mit 250 Metern Höhe auf dem „Steinigen Kopf“ in einem Waldstück an der Gemarkungsgrenze zu Seelbach im Nordwesten.
Die Aumenauer Gemarkung wird von mehreren Waldstücken auf den Gipfeln der verschiedenen Höhenzüge und größeren zusammenhängenden Landwirtschaftsflächen auf den ebeneren Abschnitten geprägt. Tendenziell ist der westliche Gemarkungsteil von der landwirtschaftlichen Nutzung dominiert, während im Osten der Wald vorherrscht, der in größere Waldgebiete des Hintertaunus übergeht.

## Geschichte

### Ortsgeschichte
Als „Villa Amana“ wurde der Ort im Jahr 764 in einer Schenkungsurkunde an das Kloster Fulda erwähnt und kann damit im weiten Umkreis die früheste Ersterwähnung verzeichnen. Damals gehörte der Ort vermutlich zu einer nicht mehr klar ansprechbaren Einflusseinheit, die ihr Zentrum in Niederselters hatte. Im 9. Jahrhundert befand sich der Ort im Einflussbereich der Konradiner. Im 14. Jahrhundert wurde Aumenau selbst zum Hauptort eines Zentgerichts, das Seelbach, Fürfurt, Blessenbach, Laubuseschbach, Wolfenhausen, Münster und Weyer umfasste. Gerichtsplatz waren die Kapelle und der Hof Nikolaus-Dernbach, die sich an der heutigen Straße nach Langhecke, am Eingang des Rißbachtals befanden. Zunächst gehörte der Zent der Grafschaft Diez an. Im Jahr 1366 verpfändete Graf Gerhard VII. von Diez Aumenau an die Herren von Runkel, die die Herrschaft bald ganz übernahmen. Ihren Nachfolgern, den Grafen von Wied, gehörte der Ort bis 1806.
Der Ort bestand im Mittelalter aus Niederaumenau an der Stelle des heutig Ortskerns und Oberaumenau, rund einen Kilometer lahnaufwärts am linken Ufer in der heutigen Gemarkung „Schafstall“. Der Ort fiel im Spätmittelalter wüst.
Die erste nachweisbare Kapelle im Ort wurde 1510 geweiht. Vermutlich vor 1561 wurde die Reformation eingeführt. Ab 1624 gehörte Aumenau der Pfarrei Seelbach an. Die Kapelle Nikolaus-Dernbach wurde am Anfang des 19. Jahrhunderts zur Ruine. 1819 galt auch die alte Kapelle als baufällig. Nach Reparaturen wurde sie 1854 abgerissen und eine neue Kirche erbaut. Die älteste heute vorhandene Kirche, ein historistisches Gebäude von 1903, gehört der evangelischen Kirchengemeinde. Inzwischen verfügen zudem die katholische (Baujahr 1954) und die lutherische Kirchengemeinde über jeweils ein eigenes Kirchengebäude. Die lutherische Kirchengemeinde existiert seit 1817. Ihre Kirche wurde 1952 erbaut. Katholiken kamen insbesondere als Heimatvertriebene nach dem Zweiten Weltkrieg in den Ort. Sie bekamen 1954 eine eigene Kirche. 1964 errichtete die evangelische Kirchengemeinde ein Gemeindehaus.
Schulort war zunächst Seelbach als Sitz des Kirchspiels. Ab 1805 gab es Schulunterricht in Aumenau und spätestens 1819 ein festes Gebäude für die Schule. 1835 wurde ein Schulhaus erbaut. Die heutige Schule wurde im Jahr 1912 fertiggestellt.
Im Jahr 1862 erhielt der Ort einen Bahnhof der Lahntalbahn, dem kurz darauf noch eine zweite Verladestation folgte, was einen wirtschaftlichen Aufschwung auslöste. Die Bahnstrecke machte 1878 den Bau der ersten Lahnbrücke nötig. Im Jahr 1928 entstand die jetzige Brücke. 1907 erhielt der Ort fließendes Wasser. 1924 war der gesamte Ort an das Stromnetz angeschlossen, 1925 wurde eine Turn- und Gemeinschaftshalle errichtet. 1979 wurde ein neuer Friedhof fertiggestellt. 1980 entstand ein neuer Sportplatz, im Jahr 1989 daneben die „Eichelberghalle“ als Gemeinschaftshalle, an der 1999 ein Kindergarten errichtet wurde.
Hessische Gebietsreform (1970–1977)
Im Zuge der Gebietsreform in Hessen genehmigte die Landesregierung mit Wirkung zum 1. Februar 1971 den Zusammenschluss der bis dahin selbständigen Gemeinden Aumenau und Villmar im Oberlahnkreis zu neuen Gemeinde mit dem Namen Villmar. Ortsbezirke nach der Hessischen Gemeindeordnung wurden nicht errichtet.

### Verwaltungsgeschichte im Überblick
Die folgende Liste zeigt die Staaten und Verwaltungseinheiten, denen Aumenau angehört(e):
- 750–779 Frankenreich, in terminis ville, que dicitur Saltrise
- vor 1806: Heiliges Römisches Reich, Grafschaft (seit 1791 Fürstentum) zu Wied-Runkel, Amt oder Herrschaft Runkel
- 1806–1813: Großherzogtum Berg,[Anm. 2] Département Sieg, Arrondissement Dillenburg, Kanton Runkel (ab 1811 Kanton Hadamar)
- 1813–1815: Fürstentum Nassau-Oranien, Amt Runkel
- ab 1816: Herzogtum Nassau,[Anm. 3] Amt Runkel
- ab 1849: Herzogtum Nassau, Kreisamt Limburg[Anm. 4]
- ab 1854: Herzogtum Nassau, Amt Runkel
- ab 1867: Königreich Preußen,[Anm. 5] Provinz Hessen-Nassau, Regierungsbezirk Wiesbaden, Oberlahnkreis[Anm. 6]
- ab 1871: Deutsches Reich, Königreich Preußen, Provinz Hessen-Nassau, Regierungsbezirk Wiesbaden, Oberlahnkreis
- ab 1918: Deutsches Reich, Freistaat Preußen, Provinz Hessen-Nassau, Regierungsbezirk Wiesbaden, Oberlahnkreis
- ab 1944: Deutsches Reich, Freistaat Preußen, Provinz Nassau, Oberlahnkreis
- ab 1945: Deutsches Reich, Amerikanische Besatzungszone,[Anm. 7] Groß-Hessen, Regierungsbezirk Wiesbaden, Oberlahnkreis
- ab 1946: Deutsches Reich, Amerikanische Besatzungszone, Hessen, Regierungsbezirk Wiesbaden, Oberlahnkreis
- ab 1949: Bundesrepublik Deutschland, Hessen, Regierungsbezirk Wiesbaden, Oberlahnkreis
- ab 1968: Bundesrepublik Deutschland, Hessen, Regierungsbezirk Darmstadt, Oberlahnkreis
- ab 1972: Bundesrepublik Deutschland, Hessen, Regierungsbezirk Darmstadt, Oberlahnkreis, Gemeinde Villmar
- ab 1974: Bundesrepublik Deutschland, Hessen, Regierungsbezirk Darmstadt, Landkreis Limburg-Weilburg, Gemeinde Villmar
- ab 1981: Bundesrepublik Deutschland, Hessen, Regierungsbezirk Gießen, Landkreis Limburg-Weilburg, Gemeinde Villmar

### Bevölkerung
Einwohnerstruktur 2011
Nach den Erhebungen des Zensus 2011 lebten am Stichtag dem 9. Mai 2011 in Aumenau 1488 Einwohner. Darunter waren 36 (2,4 %) Ausländer. Nach dem Lebensalter waren 279 Einwohner unter 18 Jahren, 570 zwischen 18 und 49, 324 zwischen 50 und 64 und 312 Einwohner waren älter. Die Einwohner lebten in 639 Haushalten. Davon waren 177 Singlehaushalte, 183 Paare ohne Kinder und 204 Paare mit Kindern, sowie 66 Alleinerziehende und 9 Wohngemeinschaften. In 135 Haushalten lebten ausschließlich Senioren und in 417 Haushaltungen lebten keine Senioren.
Einwohnerentwicklung
1830 sind 330 Einwohner verzeichnet. Im Jahr 1843 besteht die Bevölkerung aus 357 evangelischen, sechs katholischen und 17 jüdischen Einwohnern. 1905 war eine Einwohnerzahl von 654 und 1939 von 825 erreicht. Trotz der Verluste durch den Zweiten Weltkrieg stieg die Einwohnerzahl durch den Zuzug Heimatvertriebener bis 1946 auf 1234 Menschen an. 1970 waren es 1252 und bis 1987 stieg die Zahl weiter auf 1431 Einwohner.
| Aumenau: Einwohnerzahlen von 1834 bis 2020 | Aumenau: Einwohnerzahlen von 1834 bis 2020 | Aumenau: Einwohnerzahlen von 1834 bis 2020 | Aumenau: Einwohnerzahlen von 1834 bis 2020 | Aumenau: Einwohnerzahlen von 1834 bis 2020 |
| --- | ------------------------------------------ | ------------------------------------------ | ------------------------------------------ | ------------------------------------------ |
| Jahr |                                            |                                            |                                            | Einwohner                                  |
| 1834 | 1834                                       |                                            | 375                                        | 375                                        |
| 1840 | 1840                                       |                                            | 391                                        | 391                                        |
| 1846 | 1846                                       |                                            | 426                                        | 426                                        |
| 1852 | 1852                                       |                                            | 486                                        | 486                                        |
| 1858 | 1858                                       |                                            | 550                                        | 550                                        |
| 1864 | 1864                                       |                                            | 622                                        | 622                                        |
| 1871 | 1871                                       |                                            | 602                                        | 602                                        |
| 1875 | 1875                                       |                                            | 578                                        | 578                                        |
| 1885 | 1885                                       |                                            | 601                                        | 601                                        |
| 1895 | 1895                                       |                                            | 654                                        | 654                                        |
| 1905 | 1905                                       |                                            | 712                                        | 712                                        |
| 1910 | 1910                                       |                                            | 733                                        | 733                                        |
| 1925 | 1925                                       |                                            | 825                                        | 825                                        |
| 1939 | 1939                                       |                                            | 1.234                                      | 1.234                                      |
| 1946 | 1946                                       |                                            | 1.235                                      | 1.235                                      |
| 1950 | 1950                                       |                                            | 1.199                                      | 1.199                                      |
| 1956 | 1956                                       |                                            | 1.207                                      | 1.207                                      |
| 1961 | 1961                                       |                                            | 1.252                                      | 1.252                                      |
| 1970 | 1970                                       |                                            | 1.252                                      | 1.252                                      |
| 1980 | 1980                                       |                                            | ?                                          | ?                                          |
| 1990 | 1990                                       |                                            | ?                                          | ?                                          |
| 2000 | 2000                                       |                                            | ?                                          | ?                                          |
| 2011 | 2011                                       |                                            | 1.488                                      | 1.488                                      |
| 2015 | 2015                                       |                                            | 1.537                                      | 1.537                                      |
| 2020 | 2020                                       |                                            | 1.488                                      | 1.488                                      |
| Datenquelle: Historisches Gemeindeverzeichnis für Hessen: Die Bevölkerung der Gemeinden 1834 bis 1967. Wiesbaden: Hessisches Statistisches Landesamt, 1968. Weitere Quellen: LAGIS; nach 1970 Gemeinde Villmar; Zensus 2011 |                                            |                                            |                                            |                                            |

Historische Religionszugehörigkeit
| 1885: | 0555 evangelische (= 96,02 %), 12 katholische (= 2,08 %) und 11 jüdische (= 1,90 %) Einwohner |
| 1961: | 1012 evangelische (= 83,84 %) und 178 katholische(= 14,75 %) Einwohner                        |

## Wappen
Am 8. Juni 1964 wurde der Gemeinde Aumenau im damaligen Oberlahnkreis, Regierungsbezirk Wiesbaden, ein Wappen mit folgender Blasonierung verliehen: In Grün ein silberner Wellensparren, begleitet von drei silbernen Blüten mit goldenen Butzen (2:1).

## Kultur und Sehenswürdigkeiten

### Bauwerke

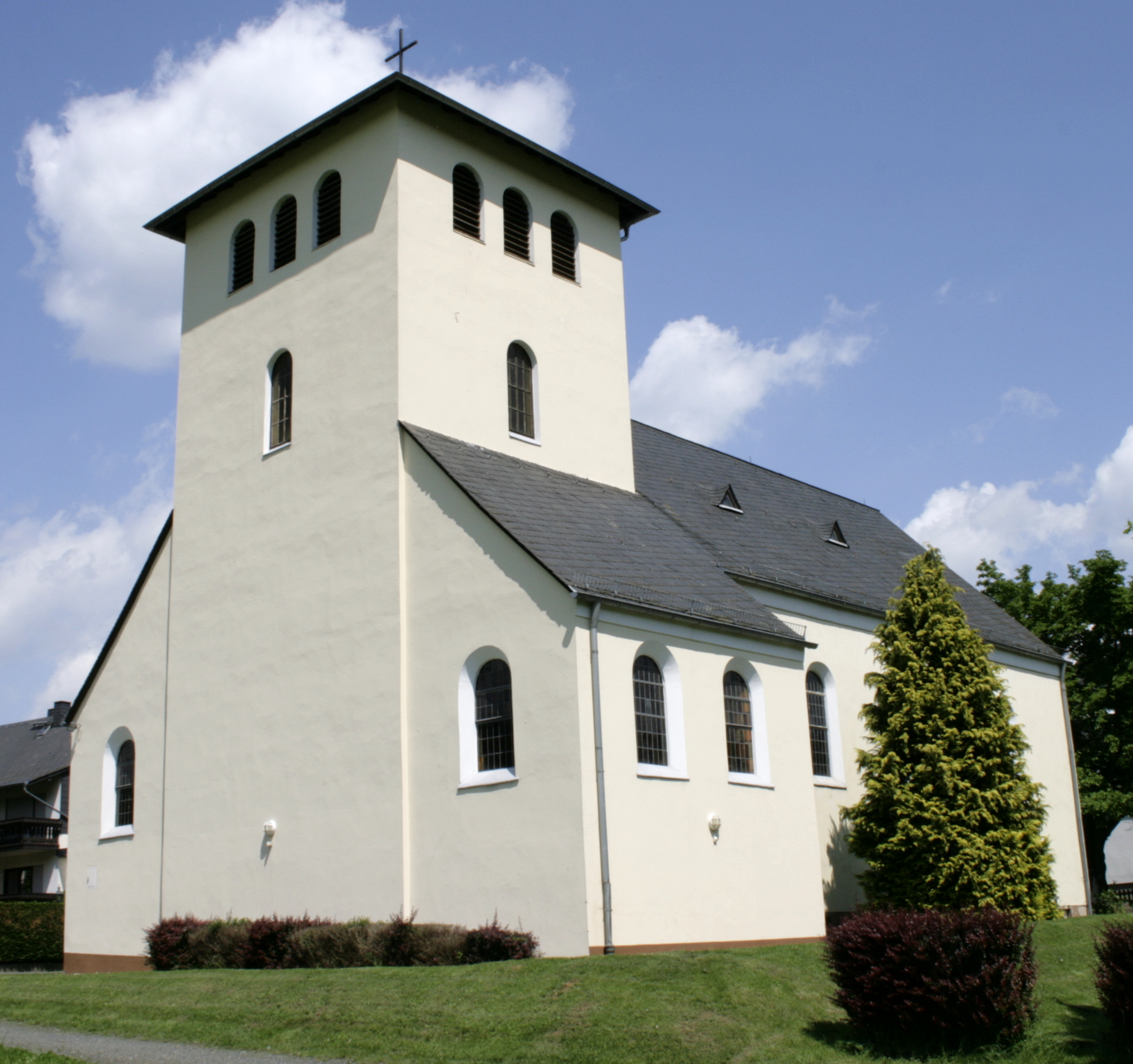
Katholische Kirche
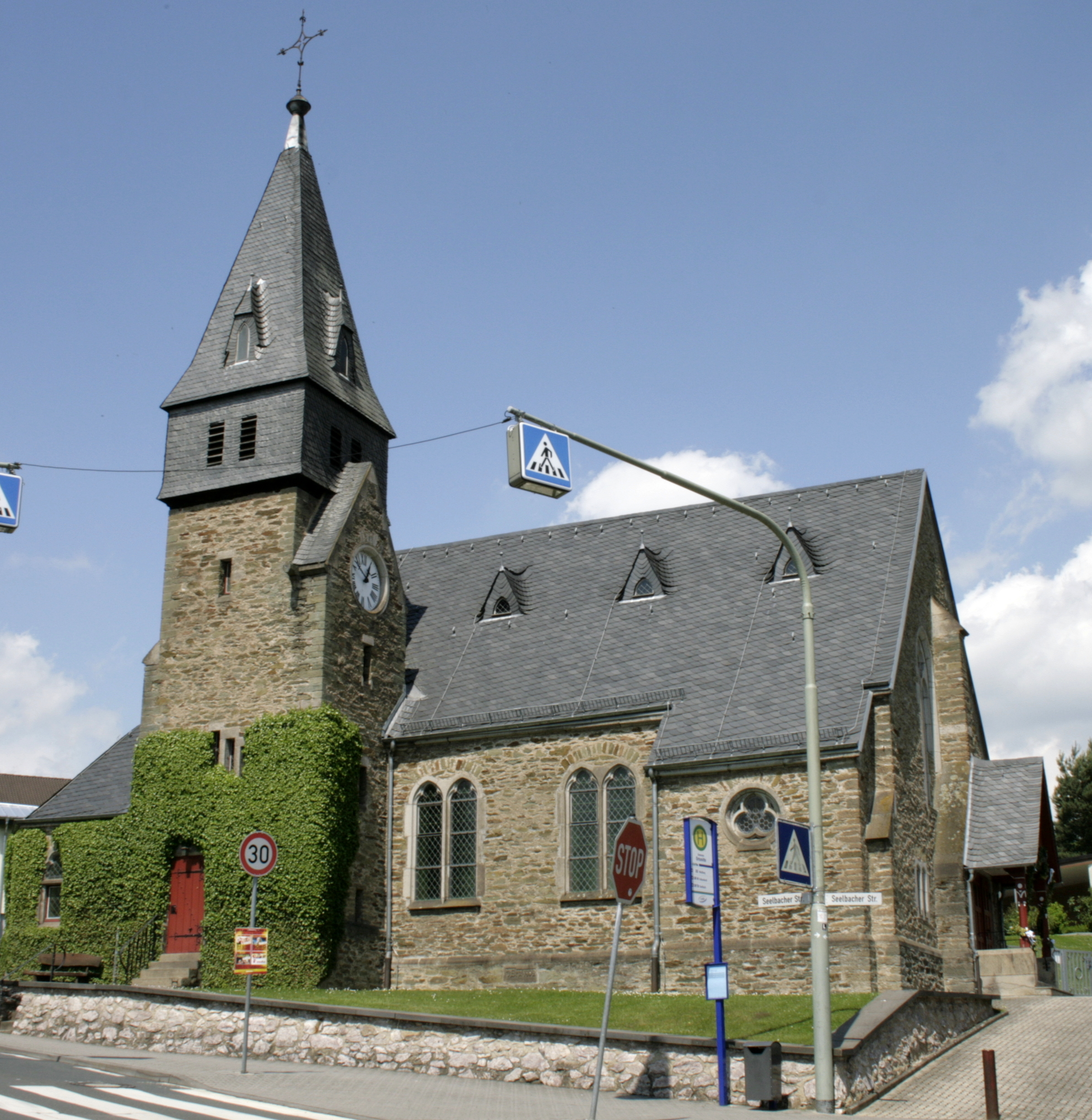
Evangelische Kirche
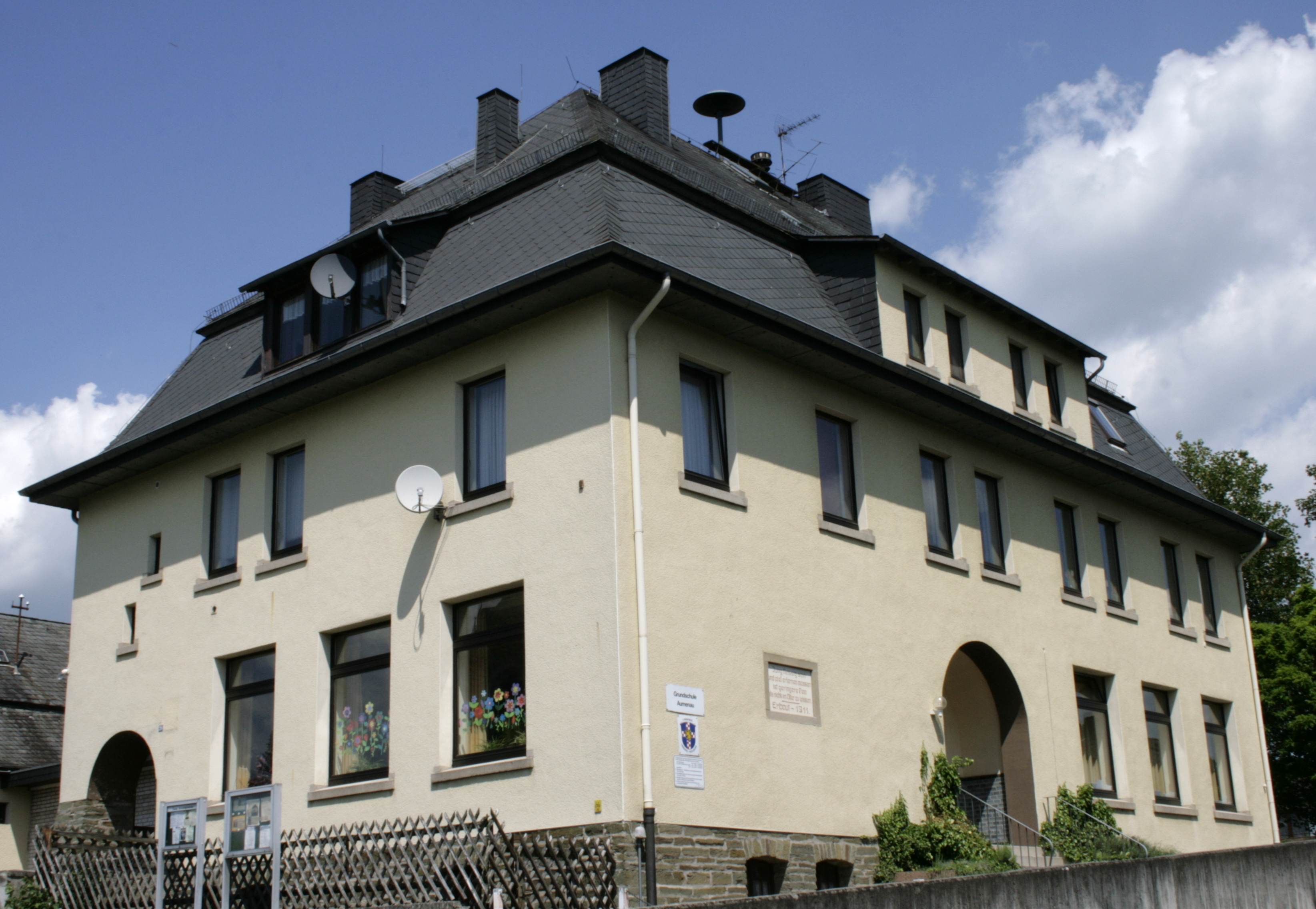
Grundschule
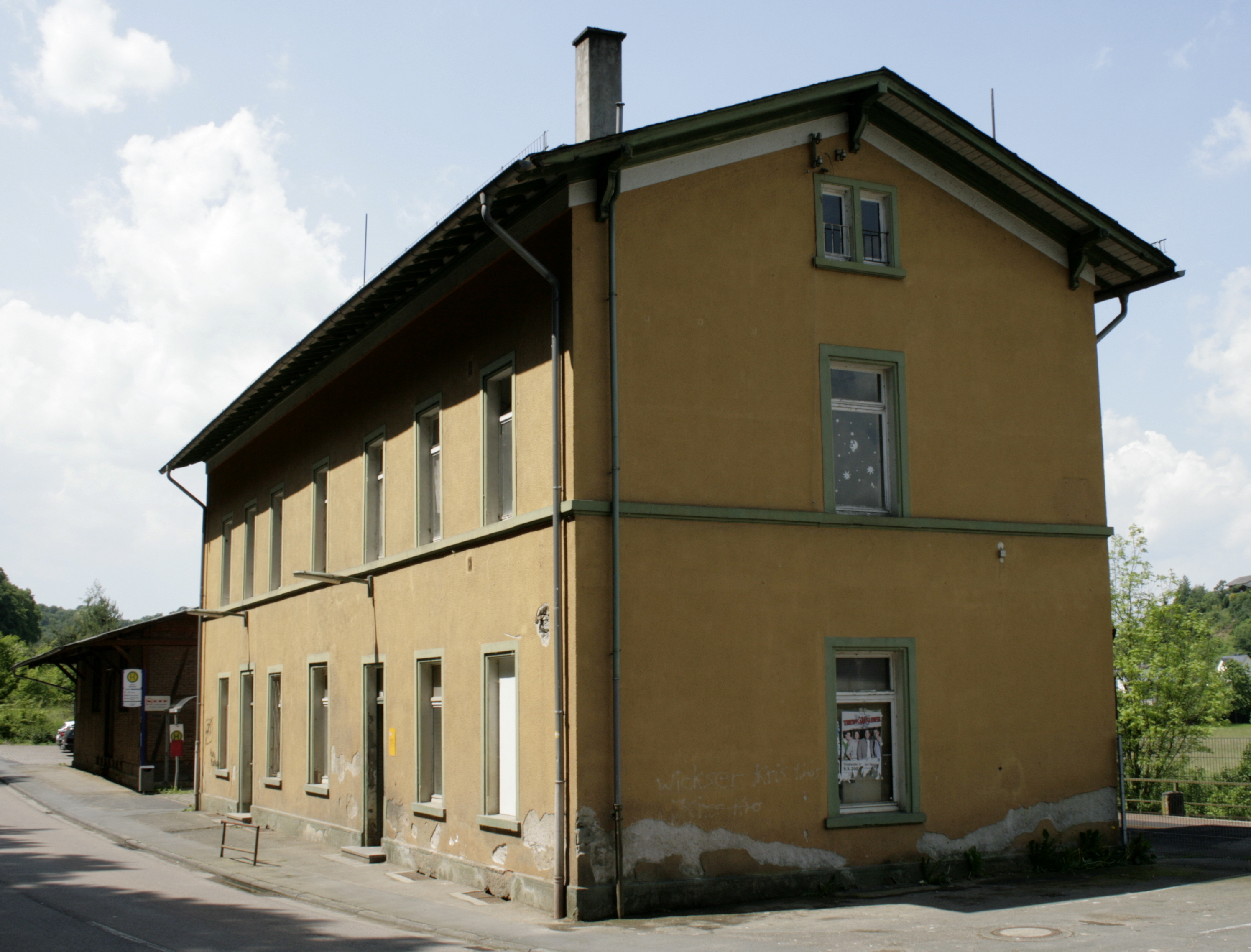
Bahnhof Aumenau

### Vereine
Der Ort verfügt über einen Männergesangverein (gegründet 1862), einen Frauenchor (1907), einen Turn- und Sportverein (1896), einen Spielmanns- und Fanfarenzug (1964), die Freiwillige Feuerwehr (1932, seit 5. Oktober 1972 mit Jugendfeuerwehr), einen Heimat- und Verkehrsverein (1961), einen Reit- und Fahrverein (1989), eine Kyffhäuser-Kameradschaft (1957), einen Tennisverein (1960) gemeinsam mit Langhecke, den Schützenverein „Diana“ (1963) und eine Ortsgruppe des VdK.

## Infrastruktur
Die Freiwillige Feuerwehr Aumenau, gegr. 1932 (seit 5. Oktober 1972 mit Jugendfeuerwehr), sorgt für den abwehrenden Brandschutz und die allgemeine Hilfe.